# Eupithecia variegata
Rhinoprora palpata là một loài bướm đêm trong họ Geometridae.